# Championnats du monde de 49er et 49er FX 2013
Navigation
2012 2014
Les championnats du monde de 49er et 49er FX 2013 sont une compétition internationale de sport nautique sous l'égide de la Fédération internationale de voile (ISAF). Cette édition 2013 se tient à Marseille en France.
L'épreuve messieurs se dispute sur 49er et l'épreuve dames sur 49er FX.

## Résultats

### Messieurs
| # | Équipage                             |
| - | ------------------------------------ |
| 1 | Peter Burling et Blair Tuke          |
| 2 | Marcus Hansen et Josh Porebski       |
| 3 | Emmanuel Dyen et Stéphane Christidis |

### Dames
| # | Équipage                        |
| - | ------------------------------- |
| 1 | Alex Maloney et Molly Meech     |
| 2 | Martine Grael et Kahena Kunze   |
| 3 | Sarah Steyaert et Julie Bossard |